# Мальмфрида Киевская
Мальмфрида (Маль(м)фрид Мстиславна) — дочь киевского князя Мстислава Владимировича и Кристины Шведской. В русских источниках не упоминается; славянское имя неизвестно. Была замужем за двумя скандинавскими монархами — королями Норвегии и Дании.

## Биография
Обстоятельства заключения её первого брака известны мало. Традиционно считается, что около 1111 года она находилась в Шлезвиге у ярла Эйлива и там состоялась её свадьба с норвежским королём Сигурдом I Крестоносцем, возвращавшимся из крестового похода. Однако в «Церковной истории» нормандского хрониста XII века Одерика Виталиса указано, что Сигурд, возвращаясь из Иерусалима, остановился в Киеве, и там взял в жены дочь короля (Великого Князя Киевского). Сведения Одерика об этом путешествии Сигурда являются уникальными.
Этот брак описывается как несчастливый. В 1128 муж окончательно отверг её (о разводе упоминает Снорри) и стал жить с некой Цецилией, что спровоцировало конфликт с церковными иерархами, занявшими непримиримую позицию.
У Мальмфриды с Сигурдом была дочь Кристина (названа в честь бабки по матери), которая вышла замуж за соратника отца по крестовому походу ярла Эрлинга Скакке и стала матерью короля Норвегии Магнуса V.
Мальмфрида устроила брак своего пасынка Магнуса, сына Сигурда от одной из любовниц, с дочерью своей сестры Ингеборги и датского принца Кнуда Лаварда Кристиной Кнудсдоттер (ум. в 1178). Однако брак этот, согласно сагам, тоже не был удачным, Магнус не любил свою жену.
Когда в 1130 году Сигурд умер от чумы и её пасынок Магнус стал новым королём, Мальмфрида уехала в Данию к сестре. Там она включилась в борьбу сестры и её мужа Кнуда Лаварда за престол с его дядей Нильсом. В этой борьбе их поддерживал Магнус. Однако в 1131 году Нильс убил Кнуда, заманив его в ловушку.
В 1133 Мальмфрида вышла замуж за Эрика Незабвенного (Эмуна), приходившегося убитому Кнуду Лаварду единокровным братом. Вскоре им пришлось бежать от преследования Нильса в Норвегию к Магнусу. Однако жена Магнуса, её племянница Кристина предупредила их о том, что тот хочет предать их и выдать Нильсу. Тогда Эрик и Мальмфрида нашли защиту у противника Магнуса в борьбе за норвежский престол Харальда Гилли. Из-за этого Магнус отослал от себя Кристину.
В следующем году Эрик победил Нильса и стал королём Дании. Сохранилась его грамота Лундскому собору, в котором он называет супругу внучкой шведского короля.
Эрик был непопулярным королём. В июле 1137 он был убит на тинге. Судьба Мальмфриды после этого убийства неизвестна. Детей у них не было, его единственный наследник Свейн-Пётр Грате, был, скорей всего, рожден от наложницы.

### Комментарии
1. ↑  Упоминается в сагах «Круг Земной», «Гнилая кожа», и «Сага о Кнютлингах»

### Сноски
1. 1 2 3  Литвина А. Ф., Успенский Ф. Б. Выбор имени у русских князей в X—XVI вв. Династическая история сквозь призму антропонимики. — М.: Индрик, 2006. — 904 с. — 1000 экз. — ISBN 5-85759-339-5. С, 246-7